# Бои за Эль-Карьятейн
Битва за Эль-Карьятейн — эпизод Гражданской войны в Сирии, в ходе которого силами САА и ВКС РФ освобождён от боевиков ИГ город Эль-Карьятайн. Официальный представитель Минобороны РФ генерал-майор Игорь Конашенков позже назовёт эту операцию уникальной, так как ни один солдат САА и ополчения не погиб во время её исполнения.

## Хронология

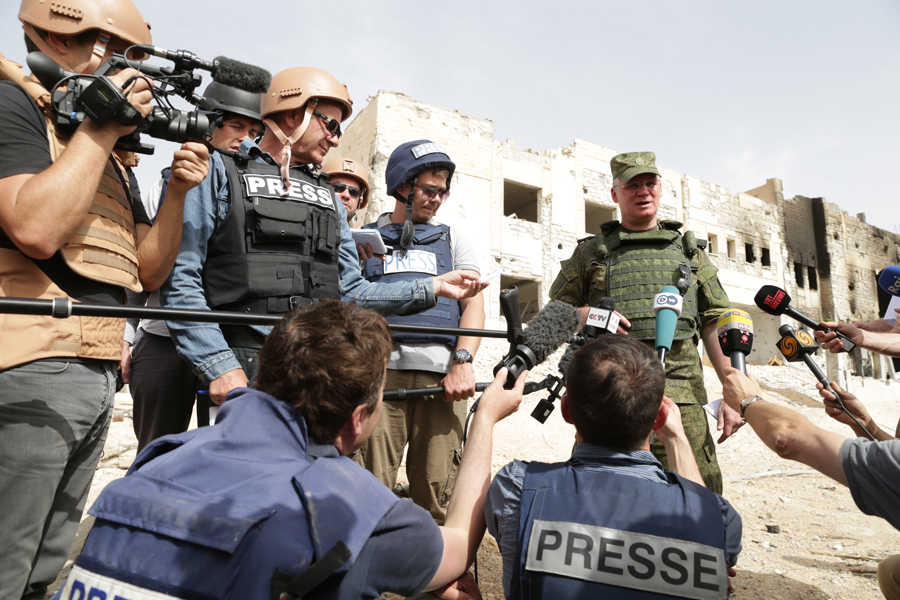
Российские и иностранные журналисты берут интервью у генерал-майора ВС РФ Игоря Конашенкова в освобождённом Эль-Карьятайне,
8 апреля 2016 года

27 марта 2016 года после освобождения города Пальмира, для Сирийских арабских вооружённых сил открылся путь на город Эль-Карьятайн, к которому начали стягивать военные силы.
2 апреля 2016 года Сирийская арабская армия при содействии ВКС РФ приступила к освобождению города Эль-Карьятайн. В ходе операции боевики ИГ около 30 раз пытались перебросить в город подкрепления из города Эр-Ракка, но каждый раз их попытки пресекались действиями ВКС РФ.
3 апреля 2016 года САА и ВКС РФ полностью освободили город от боевиков ИГ.